# Jim Peterik
Jim Peterik (ur. 11 listopada 1950 w Berwyn, Illinois) – amerykański gitarzysta, wokalista, autor tekstów, jeden z założycieli zespołu Survivor. Znany również jako członek zespołu Ides of March i twórca hitu "Vehicle". Wraz z Frankym Sullivanem napisał wielki hit zespołu Survivor "Eye of the Tiger", użyty w filmie Rocky III. Współpracował z takimi artystami jak 38 Special, Lynyrd Skynyrd, Blackhawk, Cheap Trick, Sammy Hagar, Cathy Richardson, Van Zant, Brian Wilson i REO Speedwagon.
Syn Peterika, Colin gra w zespole Lobster Newberg, gdzie śpiewa i gra na keyboardzie. Zespół wydał dwa albumy studyjne.

## Początki, Ides of March
Wraz z kolegami ze szkoły założył w 1964 r. amatorski zespół Ides of March po lekcji historii na temat Id Marcowych. Pomysłodawcą stworzenia zespołu był Larry Milas. Ich główne hity to "Vehicle", "You Wouldn't Listen" i "L.A. Goodbye". W latach 70. XX wieku współpracował z zespołem Chase. W 1976 wydał swój pierwszy album solowy, zatytułowany Don't Fight the Feeling.

## Survivor
Stworzył zespół Survivor (wraz z Frankym Sullivanem i Dave’em Bicklerem) w 1977. We wczesnych okresach działalności zespołu Peterik kontynuował współpracę z innymi artystami, m.in. 38 Special i Sammy Hagar. W 1982 Peterik i jego zespół zostali poproszeni przez Sylvestra Stallone o napisanie utworu do filmu Rocky III. Utwór uplasował się na 1. miejscu listy Billboard Hot 100. "Eye of the Tiger" otrzymał w 1983 Nagrodę Grammy w kategorii Best Rock Performance By A Duo Or Group With Vocal, a także nominację do Oscara. W 1984 r. zespół wydał album Vital Signs, na którym znalazły się "High on You", "The Search Is Over" oraz "I Can’t Hold Back". W 1985 roku Peterik brał udział przy pisaniu utworu do filmu Rocky IV, "Burning Heart". Następnie był singiel "Is This Love". Po wydaniu albumu Too Hot to Sleep, działalność zespołu zawieszono.
Oprócz "Eye of the Tiger", utwór "Vehicle" wystąpił w innym filmie z udziałem Sylvestra Stallone, Lock Up (1989).

## Lata późniejsze
W 1990 członkowie Ides of March (Jim Peterik, Larry Millas, Bob Bergland, Mike Borch, Chuck Soumar, John Larson, Scott May i Dave Stahlberg) zdecydowali, że będą w dalszym ciągu razem występować i wydali w 1992 album zatytułowany Ideology, pierwszy po dziewiętnastoletniej przerwie. Peterik zdecydował się współpracować z takimi artystami jak Doobie Brothers czy Cheap Trick.
W 2003 założył zespół Pride of Lions, wraz z Toby Hitchcockiem. W 2006 roku wydał drugi album solowy Above the Storm.

## Dyskografia

### Albumy solowe
- Don't Fight the Feeling (1976)
- Above the Storm (2006)

### Z zespołem Ides of March
- Ideology - Sundazed 65-68
- Vehicle - 1970
- Common Bond - 1971
- World Woven - 1972
- Midnight Oil - 1973
- Ideology - 1992
- Age before beauty - 1997
- Ideology 11.0 - 2000
- Beware - the ides of March Live - 2002
- Ides Essentials - 2005

### Z zespołemSurvivor
- Survivor (album) (1980)
- Premonition (1981)
- Eye of the Tiger (album) (1982)
- Caught in the Game (1983)
- Vital Signs (1984)
- When Seconds Count (1986)
- Too Hot to Sleep (1988)

### ZKelly Keagy
- Time Passes (2001)

### Z zespołem Pride of Lions
- Pride of Lions (2003)
- The Destiny Stone (2004)
- Live in Belgium (2006)
- The Roaring of Dreams (2007)